# Медведево (Марий Ел)
Медведево (на руски: Медведево) е селище от градски тип в Русия, административен център на Медведевски район, автономна република Марий Ел. Населението му към 1 януари 2018 година е 18 923 души.